# Bernadette Le Saché
Pour les articles homonymes, voir Saché (homonymie).
Bernadette Le Saché, née le 1er décembre 1950 à Paris est une actrice française. Pensionnaire de la Comédie-Française de 1977 à 1981, elle a été surtout connue pour son rôle de Cathie sur le petit écran dans Le Pain noir. C'est aussi une comédienne de théâtre. Diplômée du Conservatoire national supérieur d'art dramatique, promotion 1973 aux côtés de Jacques Villeret, Bernadette est également titulaire d'une licence en lettres modernes de la Faculté des lettres de Paris.
Elle est la petite-fille de Victor Lesaché.

## Filmographie

### Cinéma
- 1975 : Vincent mit l'âne dans un pré (et s'en vint dans l'autre) de Pierre Zucca : la monitrice
- 1975 : Un sac de billes de Jacques Doillon : la réfugiée
- 1977 : Paradiso de Christian Bricout : Lucette
- 1980 : Le Cheval d'orgueil de Claude Chabrol : Anne-Marie, la mère
- 1980 : Une voix de Dominique Crèvecœur
- 1984 : Un amour de Swann de Volker Schlöndorff : la femme de chambre d'Odette
- 1985 : Douce France de F. Chardeaux : la mère de Frédéric
- 1988 : L'Homme qui voulait savoir de George Sluizer : Simone Lemorne
- 1989 : Un citoyen sans importance de Guy Jorré
- 2008 : Coluche, l'histoire d'un mec : Monette
- 2012 : Un plan parfait de Pascal Chaumeil : Solange
- 2019 : L'Ordre des médecins de David Roux : Rose

### Télévision
- 1974 : Le Pain noir de Serge Moati : Cathy
- 1979 : L'Âge bête de Jacques Ertaud : Éliane
- 1979 : La Nuit et le Moment de Nina Companeez
- 1981 : Le Chef de famille (épisode 1 et 6) : Gaëlle
- 1983 : Il faut marier Julie de Marc Marino
- 2005 : Trois femmes… un soir d'été (mini-série) de Sébastien Grall : Christine Pujol
- 2010 : Les Vivants et les Morts de Gérard Mordillat : Denise
- 2015 : Meurtres à l'île d'Yeu : Antoinette
- 2025 : Dans de beaux draps de Stéphanie Pillonca : Michelle

## Théâtre

### Comédienne
- 1971 : Turandot ou le congrès des blanchisseurs de Bertolt Brecht, mise en scène Georges Wilson, TNP Théâtre de Chaillot
- 1972 : Le Testament du chien d'Ariano Suassuna, mise en scène Guy Lauzin, Festival d'Avignon
- 1972 : Un pape à New-York de John Guare, mise en scène Michel Fagadau, Théâtre de la Gaîté-Montparnasse
- 1974 : De l'influence des rayons gamma sur le comportement des marguerites de Paul Zindel, mise en scène Michel Fagadau, Théâtre La Bruyère
- 1976 : L'Éveil du printemps de Frank Wedekind, mise en scène Pierre Romans, Théâtre de l'Odéon
- 1977 : Le Mariage de Figaro de Beaumarchais, mise en scène Jacques Rosner, Comédie-Française
- 1978 : La Nuit et le Moment de Crébillon fils, mise en scène Jean-Louis Thamin, Comédie-Française au Petit Odéon
- 1978 et 1979: La Trilogie de la villégiature de Carlo Goldoni, mise en scène Giorgio Strehler, Comédie-Française au Théâtre national de l'Odéon
- 1982 : La Dernière Nuit de l'été d'Alexeï Arbouzov, mise en scène Yves Bureau, théâtre Édouard-VII
- 1984 : Le Mystère de la charité de Jeanne d'Arc d'après Charles Péguy, mise en scène Jean-Paul Lucet, Comédie-Française au Théâtre national de l'Odéon
- 1988 : La Vie mode d'emploi de Georges Perec, mise en scène Michael Lonsdale, Festival d'Avignon
- 2001 : Embouteillage d'Anne-Laure Liégeois, mise en scène Anne-Laure Liégeois, Festival d'Avignon
- 2004 : Ohne de Dominique Wittorski, mise en scène de l'auteur, Théâtre des 2 Rives, Rouen
- 2007 : Dix jours ensemble de Jean-Louis Bauer, mise en scène de l'auteur, Théâtre de la Madeleine
- 2010 et 2011: Le Dindon de Georges Feydeau, mise en scène Philippe Adrien, Théâtre de la Tempête

### Metteur en scène
- 1980 : Mythes et termites de Jeanne Poimaure de Jean-Louis Bauer, mise en scène avec Philippe Mercier, Théâtre Marie Stuart